# Darschkowsee
Der Darschkowsee ist ein See bei Stolzenburg im Landkreis Vorpommern-Greifswald in Mecklenburg-Vorpommern.
Das etwa 3,2 Hektar große Gewässer befindet sich im Gemeindegebiet von Schönwalde, einen Kilometer nördlich vom Ortszentrum in Stolzenburg entfernt. Der See hat keine Zu- oder Abflüsse und liegt inmitten des Naturschutzgebietes Darschkowsee. Die maximale Ausdehnung des Darschkowsees beträgt etwa 310 mal 170 Meter.
Der Darschkowsee wird regelmäßig von Anglern besucht und ist auch als Badesee sehr beliebt. Die Hauptfischarten im Darschkowsee sind Barsch, Hecht, Aal, Karpfen, Brachse und Rotauge.
Dieser See gliedert sich in zwei Teile. Den vorderen Darschkow, der kleinere Teil und dem hinteren Darschkow, dem größeren Teil. Am östlichen Ufer des vorderen Teils liegt der Schlossberg. Hier befand sich eine slawische Burganlage, um die es mehrere Sagen gibt. Auch berichten die Sagen von einem „Teufelsstein“ am westlichen Ufer des vorderen Sees. Es gibt diesen Stein tatsächlich, mittlerweile jedoch, dürfte er durch Verwachsungen nicht mehr zugänglich sein. Auf diesem Stein sind Abdrücke, die aussehen wie ein Menschenfuß und eine Teufelshufe. Früher berichtete man sich, dass, wenn man auf diesen Stein stiege, der Stein heftig anfinge zu rotieren und einen in die Tiefe des Sees schleudern würde.